# 歐米德·阿塔西
歐米德·阿塔西（英語：Omid Abtahi，1979年7月12日—）是一名在伊朗出生的美國男演員。他知名於在改編自英國作家尼爾·蓋曼同名小說的Starz奇幻劇《美國眾神》（2017–2021年）中飾演薩利姆、在Disney+太空西部劇《曼達洛人》（2019–2023年）中飾演潘興博士、在科幻反乌托邦冒險系列電影《飢餓遊戲》的第四部《飢餓遊戲：自由幻夢 終結戰》（2015年）中飾演霍姆斯以及在美國改編版的犯罪劇情電視劇《弒者誅心》（2014年）中飾演傑瑞·莫貝克警探。

## 早年生活和教育
歐米德·阿塔西在1979年7月12日出生於革命後的伊朗德黑兰。他在5歲時與家人搬到法國巴黎居住，後來他們再搬到美國德克萨斯州的休斯敦，最後在他10歲時搬到加利福尼亚州橙縣的爾灣定居。入讀大學高中的他立志將來要踢職業足球，但高一時他摔斷了腿令夢想破滅，後來在高三時為了好玩而報名參加表演課程。他在1997年高中畢業後就讀於加州州立大學富勒頓分校攻讀廣告學，為了宣洩自己的情緒他參加了大學的非學位表演課程，後來更選擇同時雙主修戲劇學位並於2002年順利畢業。

## 職業生涯
大學畢業後，阿塔西獲得日舞研究所戲劇實驗室為期三週的獎學金，並在紐約的劇院參演過多部舞台劇作品。成為演員之前他在選角公司、健身房和電話服務中心打過工，他在選角公司工作時通過觀察別人試鏡來學習當中的技巧，這個經歷幫助他後來投身演藝行業。
2005年，他在CBS犯罪劇情律政劇《执法悍将》中客串飾演華希德，是他演藝生涯的首個角色。2009年，他在CBS軍事疑案劇《重返犯罪現場》中客串飾演薩利姆·烏耳曼。他客串出演過的電視劇還包括《24反恐任務》（2005，2009年）、《驚世》（2010年）、《霹靂煞》（2010年）、《心計》（2010年）、《實習醫生》（2010年）和《传奇卧底》（2014年）等。
2005年，阿塔西在FX戰爭劇情電視劇《那时那地》中飾演一名阿拉伯裔美國人塔里克·納西里上等兵，是他演藝生涯的首個主要角色。次年，他在Showtime驚悚動作劇《危機四伏》中飾演一名同性戀的伊拉克裔英國恐怖分子薩利姆。2011年，他在Showtime間諜政治驚悚劇《反恐危機》中飾演一名居住在美國的基地组织低階成員拉吉姆·費薩爾。2014年，他在美國改編自丹麥同名電視劇的犯罪劇情電視劇《弒者誅心》中飾演傑瑞·莫貝克警探，莫貝克是主角凱薩琳·詹森警探（由科洛·塞维尼飾演）的同事，兩人會一起調查不尋常的謀殺案。
2015年，他在AMC犯罪劇情律政劇《絕命律師》中飾演一名費城警察傑夫·阿巴西警探。2016年，他在A&E恐怖劇情電視劇《惡魔之子》中飾演亞曼尼·戈爾卡。2017–2021年，他在改編自英國作家尼爾·蓋曼同名小說的Starz奇幻劇《美國眾神》中飾演一名阿曼移民薩利姆。2019–2023年，他在Disney+太空西部劇《曼達洛人》中飾演潘興博士，劇中潘興博士協助由韋納·荷索飾演的客戶對孩子（又名尤達寶寶）進行實驗；阿塔西接受採訪時透露自己第一次看到尤達寶寶的木偶已經喜歡上他，認為他實在是太可愛了。
2021–2022年，阿塔西在AMC喪屍末日恐怖劇情電視劇《驚嚇陰屍路》中飾演一名前德州大學歷史教授霍華德，喪屍末日時霍華德成為主要角色之一維克多·史特蘭（由柯爾曼·多明戈飾演）的得力助手，兩人掌管擁有大型社區的綠洲“塔樓”。2024年，他在Amazon Prime Video諷刺超級英雄電視劇《黑袍糾察隊》中飾演隸屬於沃特的科學家薩米爾·沙博士。
電影方面，他在2015年的科幻反乌托邦冒險系列電影《飢餓遊戲》的第四部《飢餓遊戲：自由幻夢 終結戰》中飾演霍姆斯，霍姆斯是女主角凱妮絲·艾佛丁（由珍妮佛·勞倫斯飾演）的神槍手小隊的成員。2021年，他在超級英雄動畫電影《正義協會：世界大戰Ⅱ》中為鷹俠配音；他接受採訪時表示自己是歷史的忠實粉絲並對二戰時代非常感興趣，因此他很享受在片中扮演一個超級英雄對抗納粹的感覺。
除了影視之外，阿塔西也曾為《使命召喚：黑色行動III》（2015年）和《魔兽世界：军团再临》（2016年）等电子游戏配音。

## 個人生活
阿塔西在2008年與心理治療師女友莎賓娜·博林結婚，他們有一個兒子邁爾斯。

## 作品列表

### 電影
| 年份 | 標題                          | 角色                  | 附註             |
| ---- | ----------------------------- | --------------------- | ---------------- |
| 2006 | 《一刀未剪的童年》            | 餐廳經理              |                  |
| 2008 | 《神秘匹茲堡》                | 穆罕默德（）          |                  |
| 2008 | 《珍珠海》                    | 阿姆利特·辛格（）     |                  |
| 2008 | 《最後的搖籃曲》              | 范（）                |                  |
| 2008 | 《太空飛猩》                  | 賈古博士（）          | 配音             |
| 2009 | 《外交》                      | 美國口譯員            | 短片             |
| 2009 |                               | 皮條客                | 短片             |
| 2009 | 《雙情路》                    | 優素福（）            |                  |
| 2009 |                               | 賴瑞·達拉斯（）       | 短片             |
| 2010 | 《太空飛猩2》                 | 賈古博士（）／記者＃2 | 配音；非戲院首映 |
| 2010 | 《閒夢》                      | 帕斯卡（）            | 短片             |
| 2011 | 《完美的一餐》                | 社工                  | 配音；短片       |
| 2012 | 《逃离德黑兰》                | 禮薩·波哈尼（）       |                  |
| 2014 | 《阿布格萊布的男孩》          | 加齊·哈穆德（）       |                  |
| 2015 | 《飢餓遊戲：自由幻夢 終結戰》 | 霍姆斯（）            |                  |
| 2016 | 《親愛的爸爸》                | 拉明（）              | 配音             |
| 2018 |                               | 奧瑪（）              | 短片             |
| 2021 | 《正義協會：世界大戰Ⅱ》       | 鷹俠（）              | 配音；非戲院首映 |

### 電視
| 年份      | 標題                       | 角色                       | 首播頻道                           | 附註                                         |
| --------- | -------------------------- | -------------------------- | ---------------------------------- | -------------------------------------------- |
| 2005      | 《执法悍将》               | 華希德（）                 | CBS                                | 單集：“Heart of Darkness”                    |
| 2005      | 《24反恐任務》             | 薩法（）                   | FOX                                | 單集：“Day 4: 7:00 p.m.-8:00 p.m.”           |
| 2005      | 《女法官愛咪》             | 禮薩·阿賈米（）            | CBS                                | 單集：“The New Normal”                       |
| 2005      | 《那时那地》               | 塔里克·納西里上等兵（）    | FX                                 | 主要角色；12集                               |
| 2006      | 《超異能英雄》             | 阿米德·哈勒比（）          | NBC                                | 未播出首播集                                 |
| 2006      | 《危機四伏》               | 薩利姆（）                 | Showtime                           | 主要角色；7集                                |
| 2007      | 《CSI犯罪現場》            | 錢德魯·“德魯”·坎巴特拉（） | CBS                                | 單集：“The Good, the Bad and the Dominatrix” |
| 2007      | 《反恐特勤隊》             | 首領                       | CBS                                | 單集：“Play 16”                              |
| 2007–2008 | 《靈感應》                 | 賈斯汀·葉慈（）            | CBS                                | 3集                                          |
| 2008      | 《終結者外傳》             | 薩姆納（）                 | FOX                                | 單集：“Gnothi Seauton”                       |
| 2008      | 《神奇律師》               | 阿米爾·罕（）              | ABC                                | 單集：“Should I Stay or Should I Go?”        |
| 2008      | 《我以我為敵》             | 東尼·納薩里（）            | NBC                                | 主要角色；9集                                |
| 2009      | 《识骨寻踪》               | 哈爾·設拉子（）            | FOX                                | 單集：“The Bones That Foam”                  |
| 2009      | 《24反恐任務》             | 吉布蘭·薩里安（）          | FOX                                | 3集                                          |
| 2009      | 《重返犯罪現場》           | 薩利姆·烏耳曼（）          | CBS                                | 2集                                          |
| 2009      |                            | 阿里（）                   | CBS                                | 電視電影                                     |
| 2009–2010 | 《未来闪影》               | 艾德·菲奧雷（）            | ABC                                | 2集                                          |
| 2009–2010 | 《搶救生命線》             | 優素福·柯瑞醫生（）        | CBS                                | 常設角色；2集                                |
| 2010      | 《驚世》                   | 威廉（）                   | NBC                                | 2集                                          |
| 2010      | 《霹靂煞》                 | 阿米爾·柯梅拉（）          | The CW                             | 單集：“Resistance”                           |
| 2010      | 《心計》                   | 馬克漢·香卡（）            | CBS                                | 單集：“Red Hot”                              |
| 2010      | 《實習醫生》               | 阿西夫（）                 | ABC                                | 單集：“Something's Gotta Give”               |
| 2010      | 《認罪》                   | 強納生·席文（）            | FOX                                | 電視電影（未發展成片集的試播集）             |
| 2010–2013 | 《星際大戰：複製人之戰》   | 阿米斯（）                 | CN                                 | 配音；2集                                    |
| 2011      | 《危机边缘》               | 西門·菲利普斯（）          | FOX                                | 單集：“Concentrate and Ask Again”            |
| 2011      | 《反恐危機》               | 拉吉姆·費薩爾（）          | Showtime                           | 常設角色；3集                                |
| 2011      | 《藏身處》                 | 尼爾（）                   | TNT                                | 電視電影                                     |
| 2012      | 《「法」妻》               | 薩米爾（）                 | CBS                                | 單集：“Live From Damascus”                   |
| 2012      | 《蓋酷家庭》               | 費瑟王子（）               | FOX                                | 配音；單集：“Leggo My Meg-O”                 |
| 2012      | 《諜影迷情》               | 賽義德·穆克里（）          | USA                                | 單集：“Hello Stranger”                       |
| 2012–2013 | 《核艦風雲》               | 奈傑爾（）                 | ABC                                | 常設角色；5集                                |
| 2013      | 《蓋酷家庭》               | 馬哈茂德（）               | FOX                                | 配音；單集：“Turban Cowboy”                  |
| 2013      | 《间谍亚契》               | 未知角色                   | FX                                 | 配音；單集：“Un Chien Tangerine”             |
| 2013      | 《海军罪案调查处：洛杉矶》 | 阿里·賽義德（）            | CBS                                | 2集                                          |
| 2013      | 《灭世》                   | 萊利上尉（）               | NBC                                | 2集                                          |
| 2013      | 《灵书妙探》               | 華卡斯·拉席德（）          | ABC                                | 單集：“Dreamworld”                           |
| 2014      | 《弒者誅心》               | 傑瑞·莫貝克警探（）        | - A&E（第1–2集） - LMN（第3–10集） | 主要角色；10集                               |
| 2014      | 《传奇卧底》               | 巴希爾·卡納澤（）          | TNT                                | 2集                                          |
| 2014      | 《國務危情》               | 雷斯特·卡茂爾（）          | NBC                                | 單集：“Masquerade”                           |
| 2015      | 《諜海黑名單》             | 罕（）                     | NBC                                | 單集：“Luther Braxton (No. 21)”              |
| 2015      | 《絕命律師》               | 傑夫·阿巴西警探（）        | AMC                                | 常設角色；3集                                |
| 2016      | 《惡魔之子》               | 亞曼尼·戈爾卡（）          | A&E                                | 主要角色；10集                               |
| 2017      | 《國務卿女士》             | 阿敏·哈馬達尼副部長（）    | CBS                                | 單集：“The Beautiful Game”                   |
| 2017      | 《天堂执法者》             | 納賽爾·薩拉姆（）          | CBS                                | 單集：“He ke'u na ka 'alae a Hina”           |
| 2017      | 《無恥之徒》               | 薩米爾（）                 | Showtime                           | 單集：“Frank's Northern Southern Express”    |
| 2017–2021 | 《美國眾神》               | 薩利姆（）                 | Starz                              | 主要角色；21集                               |
| 2018      | 《交叉點》                 | 傑克（）                   | ABC                                | 2集                                          |
| 2018      | 《咱们裸熊》               | 凱爾（）                   | CN                                 | 配音；單集：“The Limo”                       |
| 2019      | 《愛x死x機器人》           | 衛斯（）                   | Netflix                            | 配音；單集：“Sonnie's Edge”                  |
| 2019      | 《新唐老鴨俱樂部》         | 法瑞斯·德金（）            | 迪士尼頻道                         | 配音；2集                                    |
| 2019–2023 | 《曼達洛人》               | 潘興博士（）               | Disney+                            | 常設角色；5集                                |
| 2020      | 《玩命關頭：間諜飛車手》   | 桑多卡（）                 | Netflix                            | 配音；3集                                    |
| 2021      | 《失落的符號》             | 未知角色                   | Peacock                            | 單集：“As Above, So Below”                   |
| 2021–2022 | 《驚嚇陰屍路》             | 霍華德（）                 | AMC                                | 常設角色；8集                                |
| 2022–2023 | 《功夫熊貓：神龍騎士》     | 艾爾菲（）                 | Netflix                            | 常設角色；13集                               |
| 2023      | 《烈焰焚城》               | 阿里·“艾爾”·帕爾薩警探（） | Apple TV+                          | 主要角色；8集                                |
| 2023      | 《月亮女孩與惡魔恐龍》     | 阿邁德（）                 | 迪士尼頻道                         | 配音；常設角色；4集                          |
| 2024      | 《月亮女孩與惡魔恐龍》     | 額外聲音                   | 迪士尼頻道                         | 配音；單集：“Roller Jam!”                    |
| 2024      | 《黑袍糾察隊》             | 薩米爾·沙博士（）          | Amazon Prime Video                 | 常設角色；3集                                |

### 電子遊戲
| 年份 | 標題                         | 角色                             | 附註                              |
| ---- | ---------------------------- | -------------------------------- | --------------------------------- |
| 2012 | Unit 13                      | 線人＃1                          | 配音                              |
| 2012 | 《暗黑破壞神III》            | 額外聲音                         | 配音                              |
| 2012 | 《特種戰線》                 | 約翰·盧戈上士（SSgt. John Lugo）                | 配音                              |
| 2012 | 《決勝時刻：黑色行動II》     | 法里德（Farid）；聖戰者士兵           | 配音                              |
| 2015 | 《決勝時刻：黑色行動III》    | 額外聲音                         | 配音                              |
| 2016 | 《星海爭霸II：諾娃特務密令》 | 額外聲音                         | 配音；《星海爭霸II：自由之翼》DLC |
| 2016 | 《1979年革命：黑色星期五》   | 巴巴克·阿薩迪（Babak Azadi）                | 配音                              |
| 2016 | 《魔兽世界：军团再临》       | 未知角色                         | 配音；《魔兽世界》资料片          |
| 2016 | 《黑手党III》                | 額外聲音                         | 配音                              |
| 2016 | 《泰坦降臨2》                | 反抗軍上尉                       | 配音                              |
| 2016 | 《決勝時刻：無盡戰爭》       | 維克多·“鱷魚”·迪亞洛（Victor 'Gator' Diallo）         | 配音                              |
| 2018 | 《賊中大盜》                 | 柯賓·“奇普”·塔維斯托克（Corbin "Chip" Tavistock）       | 配音；改編自同名漫畫              |
| 2019 | 《戰慄深隧：流亡》           | 食人族；森林之子（Child of the Forest）             | 配音                              |
| 2019 | 《往日不再》                 | 額外聲音                         | 配音                              |
| 2019 | 《狂怒煉獄2》                | 各種聲音                         | 配音                              |
| 2019 | 《決勝時刻：現代戰爭》       | 額外聲音                         | 配音                              |
| 2020 | 《末日機戰》                 | 牛眼（Ox-eye）；不法之徒（Outlaw）；紅衫（Redshirt） | 配音                              |
| 2020 | 《魔兽世界：暗影国度》       | 未知角色                         | 配音；《魔獸世界》資料片          |
| 2021 | 《奇妙逃亡》                 | 塔雷什（Talish）；                     | 配音                              |
| 2023 | 《暗黑破坏神IV》             | 額外聲音                         | 配音                              |

## 外部連結
- 歐米德·阿塔西在互联网电影资料库（IMDb）上的資料（英文）
- 歐米德·阿塔西在豆瓣上的资料（简体中文）